# Left Luggage
Left Luggage es una película de 1998, dirigida por Jeroen Krabbé. Protagonizada por Laura Fraser, Adam Monty, Jeroen Krabbé, Isabella Rossellini y Maximilian Schell en los papeles principales. Basada en el libro de Carl Friedman Twee Koffers Vol. Recibió tres premios en el Festival Internacional de Cine de Berlín. 

## Argumento
La historia comienza con el relato que un hombre judío de apellido Silberschmidt (Maximilian Schell) le hace a su hija, Chaja (Laura Fraser). Escapando de los nazis durante la Segunda Guerra Mundial tuvo que guardar en unas maletas cosas personales y queridas, y las escondió enterrándolas en un jardín, con la esperanza de recuperarlas algún día. Al terminar esta, regresó a Amberes en busca de sus valijas, pero los bombardeos y la guerra habían cambiado el terreno, y la búsqueda de las maletas se convirtió en una obsesión.
Chaja es una estudiante de filosofía, judía no ortodoxa, impulsiva y de espíritu libre. Un viejo amigo le consigue trabajo de niñera con una familia judía ortodoxa, mismo que le cuesta aceptar y conservar debido al constante choque de convicciones entre la joven y la familia, en especial con el padre (Jaroen Krabbé). Pero todo cambia cuando conoce al pequeño Simcha (Adam Monty), un niño pelirrojo de 4 años, que no había pronunciado ni una sola palabra hasta que conoce a Chaja, y decide demostrarle que sabe hablar. La relación entre Chaja y Simcha se vuelve tan grande y mágica que logra "tocar" a los demás miembros de la familia, traspasando cualquier diferencia. Chaja comienza a entender el judaísmo de sus padres y el suyo propio.
Esta película tiene una perspectiva un poco diferente a la de todas las que hablan del Holocausto, en tanto no presenta toda la tragedia escenificada, sino muestra las condiciones de vida después del hecho en sí, y cómo esas personas afectadas intentan rehacer sus vidas, que hasta cierto punto se han quedado estancadas en aquellas partes del pasado. Muestra como el estilo de vida de los judíos nunca llega a ser el mismo, pasando del aspecto económico, y más allá, hablando del aspecto emocional, ya que esa parte de sus vidas, a pesar de haberla superado, nunca los abandona del todo, aunque ellos traten de esconderla, siguen siendo los mismos. Definitivamente está en contra de los prejuicios y los malos tratos que se les da a los judíos y Chaja es la parte revolucionaria, la parte luchadora en contra de tales acciones, mientras la mayoría se mantiene al margen, a pesar de que son asuntos que les conciernen a todos, no les importa como los traten, continúan con sus costumbres y sus reglas, pues son importantes para ellos.
Se trata de una película que muestra la evolución ideológica de los personajes, y de cómo el amor puede llegar a cambiar a los seres humanos, la importancia del respeto y cariño con la familia, el poder entender que los padres necesitan de la comprensión de los hijos; el film muestra la necesidad de aceptar a los demás a pesar de las diferencias y brindarles un poco de nuestro tiempo, atención y amor.

## Reparto
- Laura Fraser: Chaya Silberschmidt
- Adam Monty: Simcha Kalman
- Isabella Rossellini: Sra. Kalman
- Jeroen Krabbé: Sr. Kalman
- Chaim Topol: Yacov Apfelschnitt
- Marianne Sägebrecht: Sra. Silberschmidt
- Maximilian Schell: Sr. Silberschmidt
- Koen De Bouw: Sr. Silberschmidt (a los 20 años)
- David Bradley: el conserje

- Datos: Q635802